# Зоогено језеро
Зоогено језеро је тип акумулативног језера које настаје само у водама настањени коралима. Формирају се на прстенастим острвима — атолима, када коралске колоније преграде воду и ујезере је. Највише их има у Тихом океану, чак 314 и Индијском, око седамдесет.
Овој групи језера припадају и она које даброви праве на већим рекама Америке и Евроазији, вешто заграђујући токове дрвеним бранама.